# Cmentarze na Antokolu

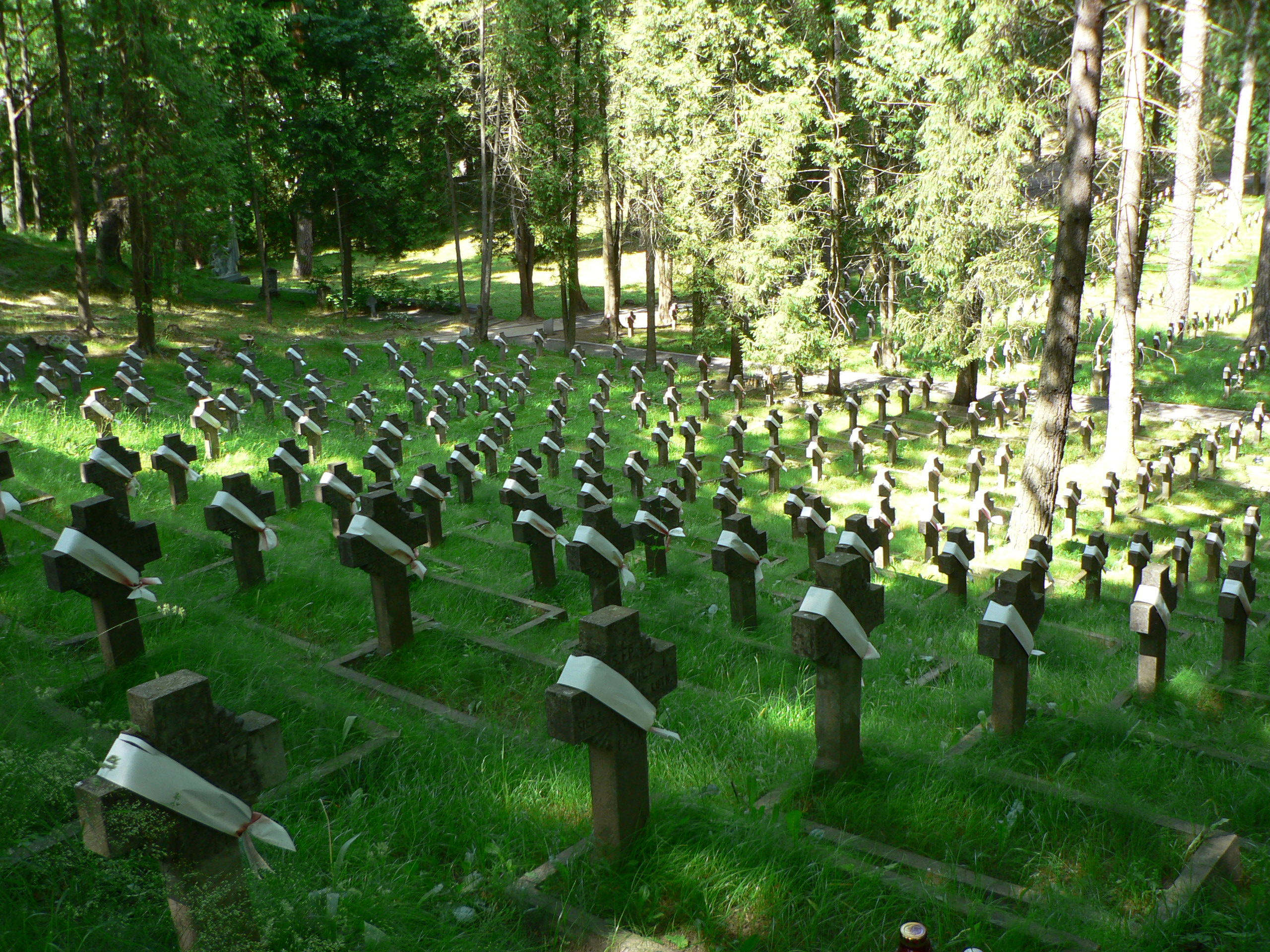
Kwatera żołnierzy polskich

Cmentarz „na Antokolu” w Wilnie obejmuje trzy nekropolie: resztki cmentarza przykościelnego w obrębie ogrodzenia kościoła św. Piotra i Pawła na Antokolu, cmentarz parafii pod tym wezwaniem, oraz były cmentarz wojskowy na Antokolu.
Cmentarz przykościelny św. Piotra i Pawła na Antokolu jest największą pozostałością przykościelnych nekropolii. Na murach kościoła, jednej z kaplic i ogrodzenia znajduje się 14 epitafiów z marmuru i żeliwa. Przed wejściem do kościoła tablica upamiętniająca fundatora świątyni, Michała Kazimierza Paca, hetmana wielkiego litewskiego.
Cmentarz parafii kościoła św. Piotra i Pawła (nazywany również Słonecznym) założony w 1830 jest trzecim wileńskim zachowanym do naszych czasów cmentarzem katolickim i taką ma też rangę wśród pomników kultury narodowej. Znajdują się na nim zabytkowe kaplice grobowe Zawiszów, Ogińskich, Sidorowiczów i Meysztowiczów. Cmentarz ten nie jest objęty ochroną jako zespół i nadal jest intensywnie użytkowany ze szkodą dla zabytkowej substancji. Jedynie kilka grobów, w tym Józefa Zawadzkiego, założyciela wileńskiej dynastii wydawców, podlega ochronie.
Cmentarz Antokolski określany jako wojskowy, zajmuje obszar ponad 15 hektarów na pięknych krajobrazowo Rowach Sapieżyńskich. Powstawał on od 1809 roku. Początkowo cmentarz szpitalny, w 1850 roku na wniosek biskupa wileńskiego powiększono jego teren o 2,42 ha z przeznaczeniem na pochówki katolickie. W 1905 roku wzniesiono pierwszą niewielką cerkiew prawosławną (architekt W. Bykowski). W 1918 roku X armia niemiecka zbudowała w jego północnej części wojenny cmentarz niemiecki i rosyjski. W latach 1919–1921 powstał cmentarz żołnierzy polskich, poległych w wojnie polsko-bolszewickiej 1919-1920. W 1939 roku pochowano tam żołnierzy polskich, poległych w walkach z Niemcami. Po II wojnie światowej wzniesiono mauzoleum żołnierzy sowieckich, którzy polegli podczas walk o Wilno pomiędzy 6 a 13 lipca 1944. Obok zbudowano aleję zasłużonych przeznaczoną dla działaczy komunistycznych Litewskiej Socjalistycznej Republiki Radzieckiej. W 1991 roku spoczęli tam Litwini, polegli w walkach z wojskami radzieckimi pod wieżą telewizyjną. W 2001 podczas prac budowlanych w północnej części miasta odkryto szczątki 3 tysięcy żołnierzy napoleońskich, którzy przez Wilno wycofywali się z Rosji, zostały one ekshumowane i pochowane w zbiorowej mogile, na której wybudowano mauzoleum

## Pochowani na cmentarzu Antokolskim

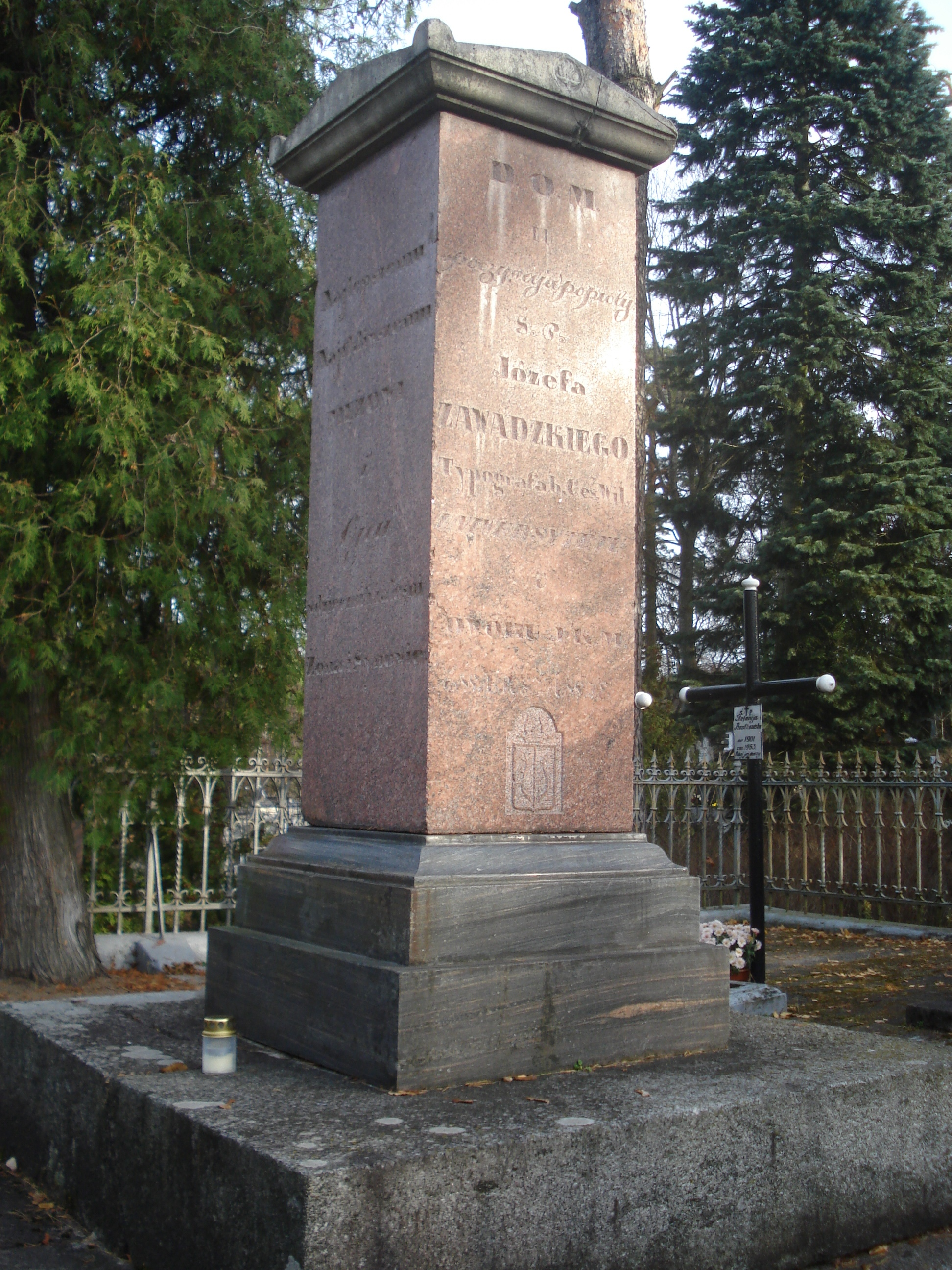
Pomnik nagrobny Józefa Zawadzkiego na cmentarzu na Antokolu

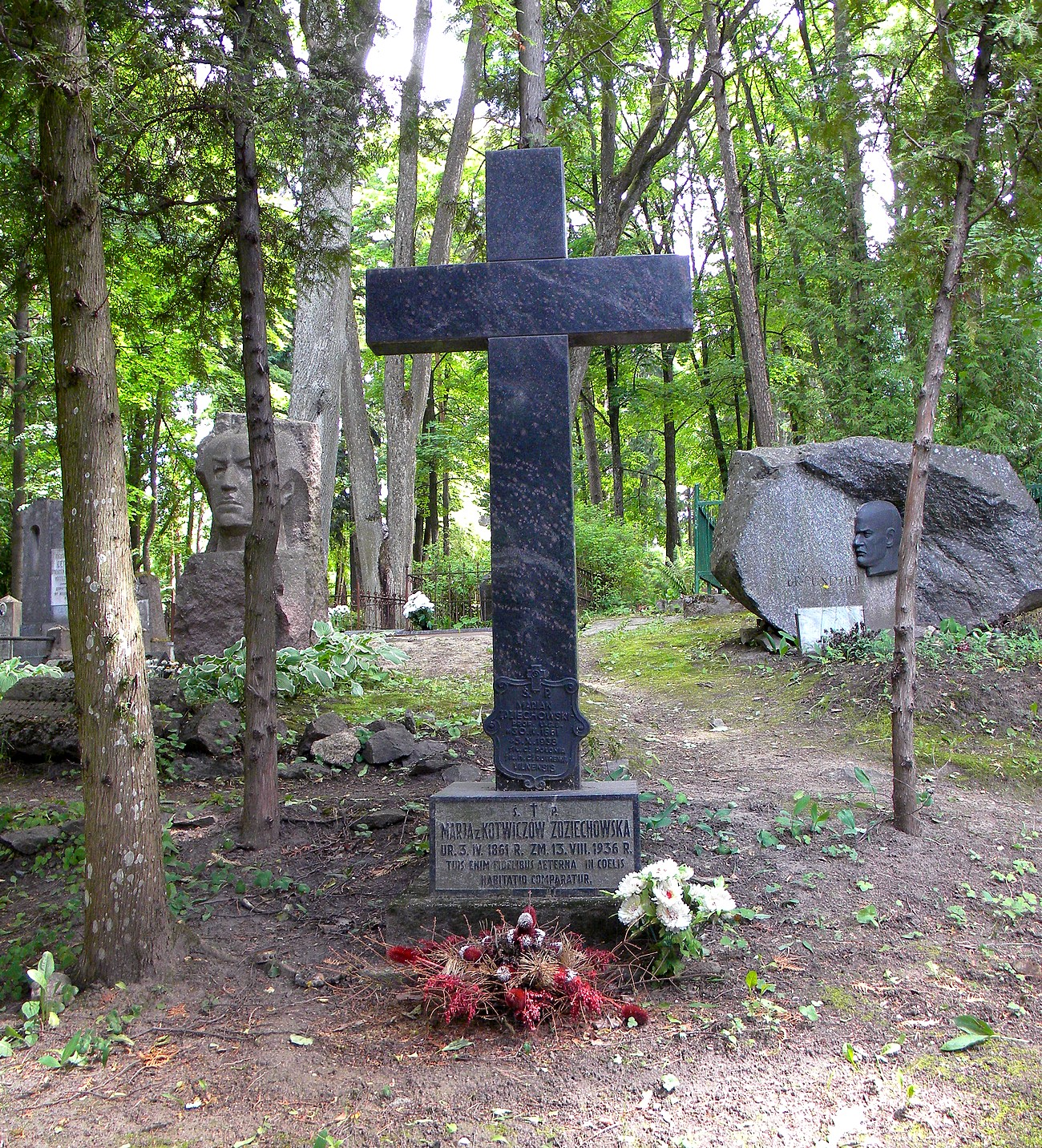
Grób Mariana i Marii z Kotwiczów Zdziechowskich na Cmentarzu Antokolskim w Wilnie

- Józef Zawadzki – polski drukarz, wydawca i księgarz,
- Marian Zdziechowski – polski historyk idei i literatury, filolog, filozof, krytyk literacki i publicysta, rektor Uniwersytetu Stefana Batorego w Wilnie.